# Литвинов Сергій Макарович
Сергій Макарович Литвинов (1911, село Гавриловка, тепер місто Талдикорган Алматинської області, Казахстан — ?) — радянський діяч органів державної безпеки, полковник. 

## Біографія
Народився в бідній селянській родині, батько помер у 1915 році. З вересня 1923 до вересня 1928 року працював у господарстві дядька в Талди-Кургані. У 1928 році закінчив 9 класів середньої школи в Талди-Кургані.
У вересні 1928 — вересні 1929 року — чорнороб заготпункту «Союзм'ясо» в Талди-Кургані.
У вересні 1929 — вересні 1931 року — учень-кондитер, майстер-кондитер кондитерської артілі «1-а ластівка» в Талди-Кургані.
У вересні 1931 — вересні 1934 року — в Червоній армії. З вересня 1931 до травня 1932 року — червоноармієць 3-го артилерійського полку 3-ї стрілецької дивізії. У травні 1932 — вересні 1933 року — помічник командира взводу 3-го артилерійського полку 3-ї стрілецької дивізії.
Кандидат у члени ВКП(б) з листопада 1932 року.
У вересні 1933 — вересні 1934 року — помічник командира взводу — надстроковик 4-го відділення артилерійської дивізії, 1-ї стрілецької дивізії РСЧА.
У вересні 1934 — квітні 1935 року — експедитор, фельд'єгер відділу зв'язку УНКВС Киргизької РСР. У квітні — червні 1935 року — шифрувальник УНКВС Киргизької РСР.
У червні 1935 — січні 1939 року — оперативний комісар, розвідник оперативного відділу НКВС Киргизької РСР.
Член ВКП(б) з жовтня 1938 року.
У січні — травні 1939 року — начальник 1-го відділення 3-го спецвідділу НКВС Киргизької РСР.
У травні 1939 — жовтні 1940 року — начальник 3-го спецвідділу НКВС Киргизької РСР.
У жовтні — грудні 1940 року — начальник 3-го транспортного відділення НКВС Киргизької РСР.
У грудні 1940 — березні 1941 року — заступник начальника 3-го транспортного відділення УНКВС по Смоленській області.
У березні — липні 1941 року — начальник 5-го відділення УНКДБ по Смоленській області.
У липні — серпні 1941 року — начальник 3-го відділу УНКДБ по Смоленській області.
У серпні — жовтні 1941 року — начальник 3-го спецвідділу УНКВС по Смоленській області.
У жовтні 1941 — травні 1943 року — начальник 3-го спецвідділу НКВС Кабардино-Балкарської АРСР.
У червні 1943 — серпні 1944 року — заступник начальника УНКДБ по Марийській області Туркменської РСР.
У серпні 1944 — квітні 1946 року — заступник начальника 2-го відділу УНКДБ по Дрогобицькій області.
У квітні 1946 — січні 1947 року — начальник 2-го відділу УМДБ по Дрогобицькій області.
У січні — квітні 1947 року — начальник 5-го відділу УМДБ по Дрогобицькій області.
У квітні 1947 — 30 грудня 1948 року — начальник 2-го відділу УМДБ по Дрогобицькій області.
30 грудня 1948 — 28 травня 1951 року — заступник начальника УМДБ по Дрогобицькій області.
28 травня 1951 — 19 листопада 1952 року — заступник начальника УМДБ по Харківській області.
19 листопада 1952 — 8 червня 1953 року — радник МДБ (з березня 1953 року — МВС) СРСР при МДБ Румунії.
У 1953 році закінчив заочне відділення Дрогобицького вчительського інституту (тепер — Дрогобицького державного педагогічного університету)
20 липня 1953 — 10 травня 1957 року — старший радник МДБ (з 1954 року — КДБ) СРСР при МДБ Румунії.
З травня 1957 року перебував у розпорядженні відділу кадрів КДБ при РМ СРСР.
З 6 до 15 серпня 1957 року — в.о. заступника начальника, 15 серпня 1957 — 7 червня 1960 року — заступник начальника Управління КДБ при РМ УРСР по Харківській області.
З 23 липня 1960 року — в запасі. Подальша доля невідома.

## Звання
- сержант державної безпеки (13.05.1937)
- лейтенант державної безпеки
- майор державної безпеки
- підполковник
- полковник

## Нагороди
- орден Червоного Прапора (23.05.1952)
- два ордени Червоної Зірки (6.11.1946, 9.02.1956)
- медаль «За відвагу» (26.04.1940)
- медаль «За бойові заслуги» (20.09.1943)
- медалі